# Karen Chapman
Karen Chapman (nacida como Karen Puttick, 21 de mayo de 1959) es una deportista británica que compitió en bádminton para Inglaterra en las modalidades de dobles y dobles mixto.
Ganó una medalla de bronce en el Campeonato Mundial de Bádminton de 1983 y tres medallas en el Campeonato Europeo de Bádminton, en los años 1980 y 1984.

## Palmarés internacional
| Representando a Inglaterra |                         |                   |              |
| Campeonato Mundial         |                         |                   |              |
| Año                        | Lugar                   | Medalla           | Prueba       |
| 1983                       | Copenhague (Dinamarca)  | Medalla de bronce | Dobles mixto |
| Campeonato Europeo         |                         |                   |              |
| Año                        | Lugar                   | Medalla           | Prueba       |
| 1980                       | Groninga (Países Bajos) | Medalla de bronce | Dobles mixto |
| 1984                       | Preston (Reino Unido)   | Medalla de oro    | Dobles       |
| 1984                       | Preston (Reino Unido)   | Medalla de bronce | Dobles mixto |